# Willard Motley
Willard Frances Motley (* 14. Juli 1909 oder 1912 in Chicago, Illinois; † 4. März 1965 in Mexiko-Stadt) war ein afrikanisch-amerikanischer Schriftsteller.

## Leben

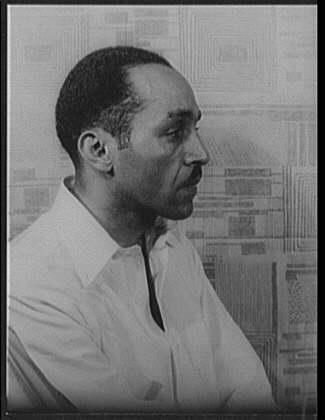
Willard Motley (1947; Foto: Carl Van Vechten)

Nach der Veröffentlichung seines ersten, erfolgreichen und verfilmten Romans Knock on Any Door machte sich Willard drei Jahre jünger; in vielen Stellen wird daher sein Geburtsjahr mit 1912 angegeben. Sein zweites Buch war kein großer Erfolg. Der politisch aktive Kommunist ging unter dem Eindruck des McCarthyismus ins Exil nach Mexiko. Er sagte später, er lebe in Mexiko, weil er sich dort frei fühle (because there is a feeling of freedom there). Aus einer wohlhabenden Familie stammend, lebte er in Mexiko in Armut. Er integrierte sich in die mexikanische Gesellschaft und ging anderen nordamerikanischen, kommunistischen Exilanten aus dem Weg.
Motley kritisierte in seinen Romanen das Leben in den Slums seiner Vaterstadt Chicago, ihre Kriminalisierung und die Zustände in staatlichen Erziehungsanstalten.
Sein Onkel war der US-amerikanische Maler Archibald Motley, mit dem er wie mit einem Bruder zusammen aufwuchs.

## Werke
- Knock on Any Door. Appleton Century Crofts, New York 1947.
  - (Viele finden nicht zurück. Hoffmann und Campe, Hamburg 1950).
- We Fished All Night. Appleton Century Crafts, New York 1951.
- Let No Man Write My Epitaph. Random House, New York 1958.
- Let Noon Be Fair. G. P. Putnam’s Sons, New York 1966.
- Jerome Klinkowitz (Herausgeber, Einleitung): The Diaries of Willard Motley. (Vorwort Clarence Major). Iowa State University Press, Ames 1979. ISBN 0-8138-0140-0.

## Verfilmungen
- 1949: Knock on Any Door (Vor verschlossenen Türen).
- 1960: Let No Man Write My Epitaph (Die Saat bricht auf).